# Chantagem emocional
Chantagem emocional é a situação em que se exerce controle sobre pessoas em relacionamentos íntimos com base em medo, obrigação e culpa. Trata-se de uma dinâmica transacional entre uma pessoa controladora e uma ou mais pessoas controladas, que leva estas a eventualmente realizarem ações contra sua vontade.

## Contexto
O primeiro uso documentado de "chantagem emocional" apareceu em 1947 no Journal of the National Association of Deans of Women no artigo "Ambiente de chantagem emocional". O termo foi usado para descrever um tipo problemático de modelo de controle de sala de aula frequentemente usado pelos professores. Esther Vilar, médica argentina, também usou o termo "chantagem emocional" no início da década de 1970 para descrever uma estratégia parental observada entre algumas mães com filhos.
A chantagem emocional normalmente envolve duas pessoas que estabeleceram um relacionamento pessoal ou íntimo próximo (pai e filho, cônjuges, irmãos ou dois amigos íntimos). As crianças também empregam súplicas especiais e chantagem emocional para promover seus próprios interesses e autodesenvolvimento dentro do sistema familiar.
Os chantagistas emocionais usam o medo, a obrigação e a culpa em seus relacionamentos, garantindo que os outros sintam medo de contrariá-los, obrigados a dar-lhes o caminho e inundados pela culpa se resistirem. Sabendo que alguém próximo a eles quer amor, aprovação ou confirmação de identidade e auto-estima, os chantagistas podem ameaçar retê-los (por exemplo, reter amor) ou tirá-los completamente, fazendo com que a segunda pessoa sinta que deve conquistá-los por acordo. Medo, obrigação ou culpa é comumente referido como "FOG". FOG é um acrônimo inventado - uma brincadeira com a palavra "fog" em inglês, que descreve algo que obnubila e confunde uma situação ou os processos de pensamento de alguém.
A pessoa que está agindo de maneira controladora muitas vezes quer algo da outra pessoa que é legítimo querer. Eles podem querer se sentir amados, seguros, apreciados, apoiados, necessários etc. O problema muitas vezes é mais uma questão de como eles estão conseguindo o que querem, ou de serem insensíveis às necessidades dos outros ao fazê-lo – e como os outros reagem a tudo isso.
Sob pressão, uma pessoa pode se tornar uma espécie de refém, forçada a agir sob pressão da ameaça de responsabilidade pelo colapso do outro. Pode-se cair em um padrão de deixar o chantagista controlar suas decisões e comportamento, perdido no que Doris Lessing descreveu como "uma espécie de neblina psicológica".

## Exemplos culturais
- Angela Carter descreveu A Bela e a Fera como uma chantagem emocional glorificante por parte da Fera, como meio de controlar seu alvo, a Bela.[10]
- A romancista Doris Lessing afirmou que "tornei-me uma especialista em chantagem emocional quando tinha cinco anos."[11]

## Crítica
Daniel Miller objeta que, na psicologia popular, a ideia de chantagem emocional tem sido mal utilizada como defesa contra qualquer forma de solidariedade ou consideração pelos outros.
Rotular essa dinâmica com termos inflamatórios como "chantagem" e "manipulação" pode não ser tão útil, pois é polarizador e implica premeditação e intenção maliciosa, o que muitas vezes não é o caso. Controlar o comportamento e ser controlado é uma transação entre duas pessoas com ambas desempenhando um papel.